# Goliszew (województwo wielkopolskie)
Goliszew – wieś w Polsce, w województwie wielkopolskim, w powiecie kaliskim, w gminie Żelazków.
W latach 1954–1959 wieś należała i była siedzibą władz gromady Goliszew, po jej zniesieniu w gromadzie Żelazków. W latach 1975–1998 miejscowość administracyjnie należała do województwa kaliskiego.